# Lily Ehrenfried
Lily Ehrenfried (Breslavia, 20 de agosto de 1896 - París, 1994), fue una médica, enfermera y fisoterapeuta alemana.
Fue fundadora de la gimnasia holística o somatoterapia.

## Biografía
Se formó primero como enfermera y luego realizó estudios de medicina para trabajar de 1926 a 1927 en el departamento de medicina interna del Hospital de Moabit en Berlín. Realizó una formación continua en pediatría, ortopedia, fisioterapia y medicina deportiva. Desde 1926 trató a bebés y niños con peculiaridades físicas, como profesora de gimnasia ortopédica.
Ehrenfried se unió a la Asociación de Médicos Socialistas en 1931. Desde su persecución parte de los nacionalsocialistas por su origen judío, huyó a París en Francia, donde residió luego de la Segunda Guerra Mundial.

### Libros
- 1956, "De la educación del cuerpo al equilibrio de la mente" (reeditado en 1997).